# Ouette marine
Chloephaga hybrida
Espèce
Statut de conservation UICN

 LC  : Préoccupation mineure
L'Ouette marine (Chloephaga hybrida) est une espèce d'oiseau de la famille des anatidés et au groupe des tadorninés.

## Description
Elle mesure entre 55 et 65 cm, le mâle est entièrement blanc avec un bec noir et des pattes jaunes.
La femelle est brun sombre avec des stries blanches sur la poitrine; la queue et le croupion sont blancs.

## Habitat
Son aire s'étend sur la moitié sud du Chili, la Terre de Feu et les îles Falkland. C'est, comme son nom l'indique, un oiseau côtier qui apprécie les plages de galets et les côtes rocheuses.

## Biologie
Cette espèce vit en couples ou en familles. Elle se nourrit principalement d'algues qu'elle broute à marée basse.
La reproduction a lieu entre octobre et novembre, le nid est placé tout près de la limite de la marée haute. Les couples semblent être fidèles pour la vie.

## Populations
La population est estimée entre 55 000 et 150 000 individus, l'espèce n'est pas menacée.

## Sous-espèces
Selon la classification de référence du Congrès ornithologique international (version 15.1, 2025) :
- Chloephaga hybrida hybrida (Molina, 1782) — sud du Chili et de l'Argentine ;
- Chloephaga hybrida malvinarum Phillips, JC, 1916 — îles Malouines.

## Galerie

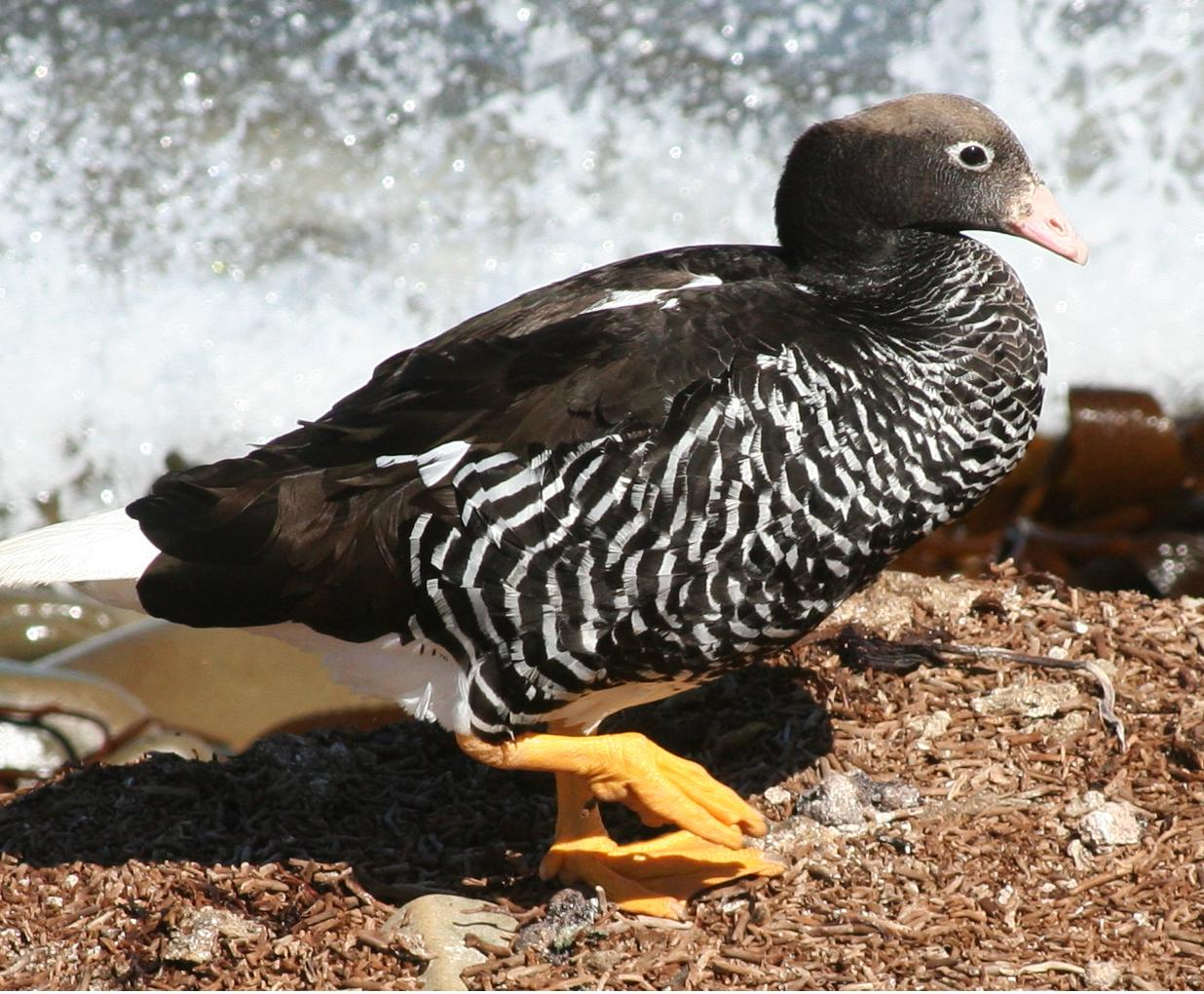
♀
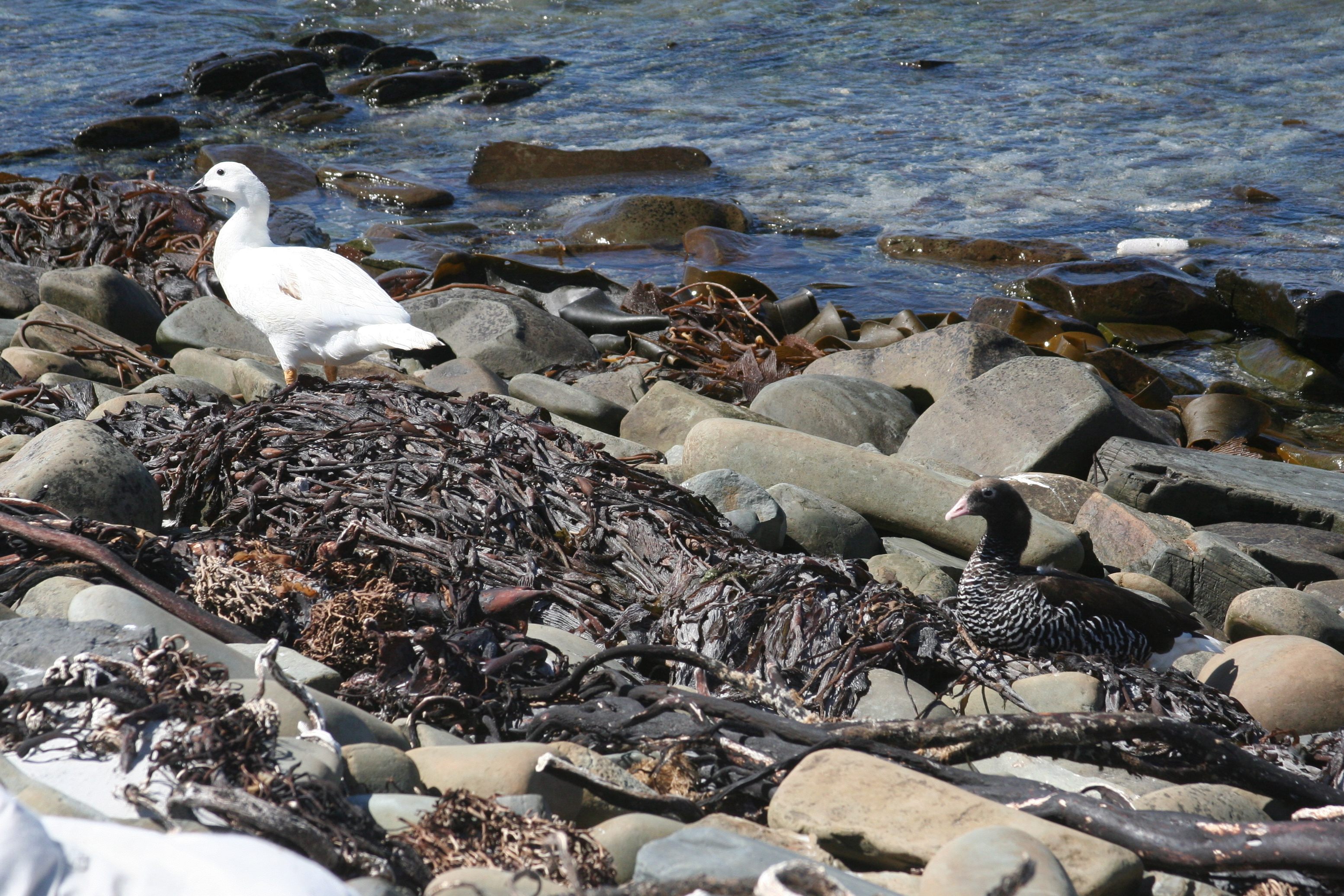
couple
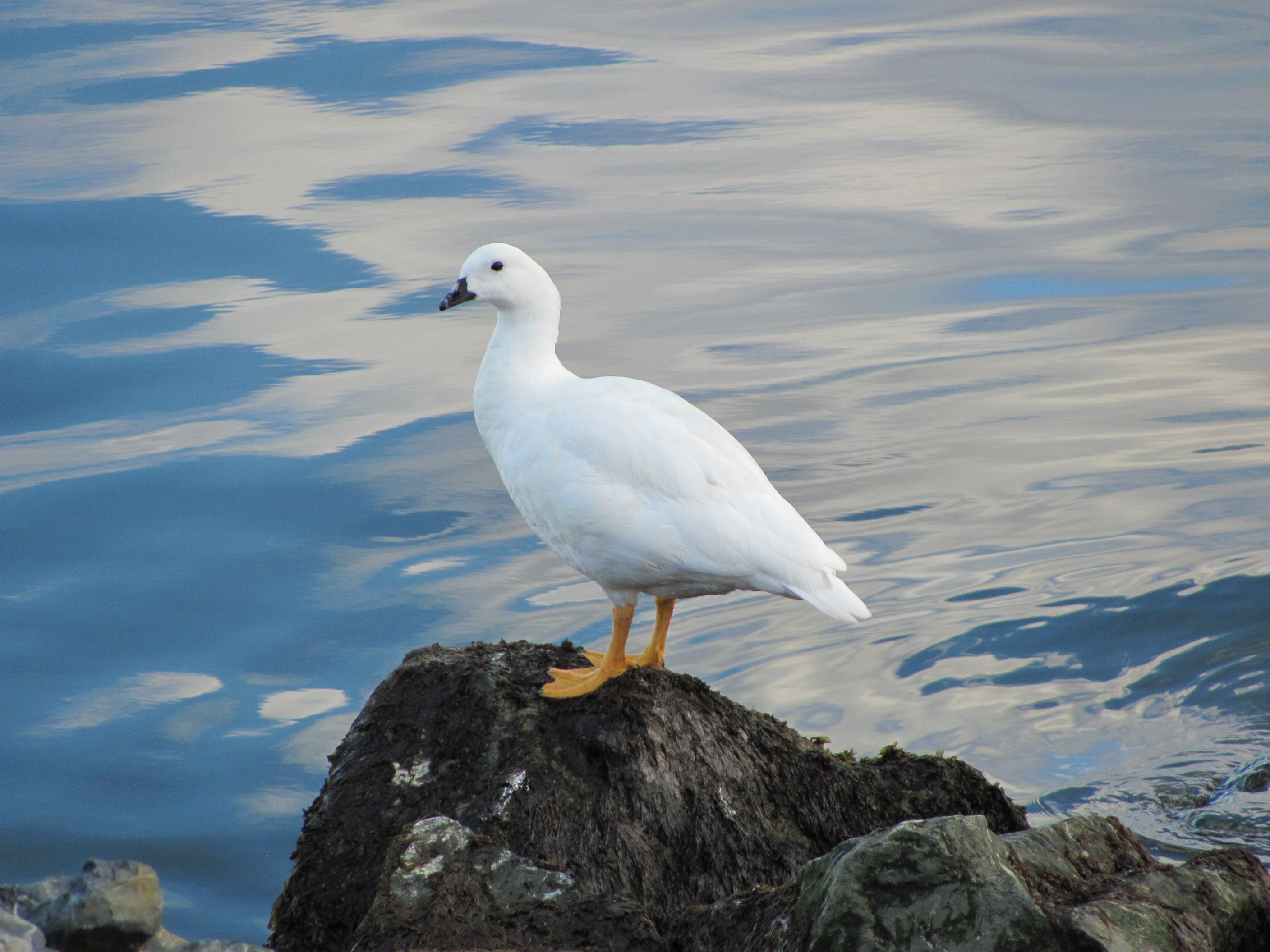
♂